# Olivo és Pasquale
Az Olivo és Pasquale (olaszul: Olivo e Pasquale) Gaetano Donizetti kétfelvonásos operája (opera buffa). A szövegkönyvet Jacopo Ferretti írta Antonio Simone Sogravi Il più bel giorno della Vestfalia című színdarabja alapján. A művet 1827. január 7-én mutatták be először a római Teatro della Valléban. 1827-ben átdolgozta a művet, ezt szeptember 1-jén mutatták be először a nápolyi Teatro Nuovóban. Magyarországon még nem játszották.

## Szereplők
| Szereplő                     | Hangfekvés   | Az ősbemutató szereposztása |
| ---------------------------- | ------------ | --------------------------- |
| Olivo                        | bariton      | Domenico Cosselli           |
| Pasquale                     | basszus      | Giuseppe Frezzolini         |
| Isabella, Olivo lánya        | szoprán      | Emilia Bonini               |
| Camillo                      | alt          | Anna Scudellari Cosselli    |
| Matilde, Isabella szobalánya | mezzoszoprán | Agnese Loyselet             |
| Le Bros, cadízi kereskedő    | tenor        | Giovanni Battista Verger    |
| Columella, szegény utazó     | basszus      | Luigi Garofalo              |
| Diego, szolgáló              | bariton      | Stanislao Prò               |
| Szolgák, fiatalok.           |              |                             |

## Cselekménye
- Helyszín: Lisszabon
- Idő: 18. század

### Első felvonás
A két testvér, a rámenős és erőszakos Olivo, valamint a visszahúzódó és félénk Pasquale egy sikeres kereskedést vezetnek Lisszabonban. Alkalmazottjuk, Camillo hőn szerelmes Isabellába, Olivo lányába. A leány is viszonozza a fiú szerelmét, de tudják, hogy nem lehetnek egymáséi, mert az apa egy módosabb vőlegényt szemelt ki, Le Bros úr személyében. A cadízi kereskedő megérkezik háztűznézőbe. Óvatos, nem akarja elkapkodni a dolgot. Mivel a tengeri út kicsit megviselte, rossz állapotban érkezett meg Lisszabonba, ahol Columella, a család mindenese várta. Útban Olivo házáig, Columella telebeszélte a fejét Isabella szépségével és erényeivel, így amikor először pillantja meg a lányt, azon nyomban beleszeret.

### Második felvonás
Pasquale, aki tud Camillo és Isabella szerelméről, megpróbálja lebeszélni testvérét a házasságról. De a szerelmes leány is a tettek útjára lép, s felkeresi Le Brost és elmondja szerelmi titkát. A kereskedő ugyan meglepődik, de megígéri, hogy segít az ifjú párnak egybekelni, mert hisz az igaz szerelemben. Közben Matilde, hogy úrnőjének segítsen, bemeséli Columellának, hogy Isabella belé szerelmes. A fiú azonban nem kér ebből a szerelemből, hiszen tudja, hogy mindig mindenbe beleszólásáért már így is rossz szemmel nézi jelenlétét a ház ura. Végül Olivo is értesül a Camillo és Isabella szerelméről. Hirtelen felindulásában kolostorba akarja küldeni lányát, de ekkor megjelenik Camillo és öngyilkossággal fenyegeti meg, ha nem egyezik bele házasságukba. Olivo azonban hajthatatlan. Camillo főbe lövi magát. Ekkor döbben csak igazán rá, hogy mindent elveszített: a kolostorba vonuló lányát, a tehetséges segédjét, a jól menő üzletet (hisz Pasquale is elfordult tőle). Magába roskadva mondja, bár csak ne lett volna olyan ostoba és hajthatatlan. E szavakra megjelenik a szerelmespár, a természetesen sértetlen Camillóval. Csak a levegőbe lőtt, s a színjáték megrendezésében Isabella és a ház mindenese, Columella segítette. Olivo boldogan sóhajt fel és áldását adja a fiatalok nászához.

## Híres áriák, kórusművek
- Siete un asino calzato - a testvérek kettőse (második felvonás)